# Viperidae
I viperidi (Viperidae Oppel, 1811) sono una famiglia di serpenti comunemente chiamati vipere, dotate di veleno molto efficace che iniettano, proprio come una siringa, grazie ai loro denti cavi, nella ferita procurata dal morso. Il veleno viene secreto dalle ghiandole situate su entrambi i lati della testa ed espulso grazie alla sua forza muscolare. Sono proprio tali ghiandole a conferire alla testa la caratteristica forma larga e triangolare.

## Descrizione
I serpenti che appartengono alla famiglia Viperidae sono lunghi da 28 cm (Bitis schneideri, Viperinae) ad oltre 3,6 m (Lachesis muta , Crotalinae); si cibano di mammiferi, uccelli ed altri vertebrati. 
Abitano una grande varietà di habitat, dalle foreste tropicali, ai deserti, alle montagne, possono essere terrestri, acquatiche o arboricole. La maggior parte delle specie sono ovovivipare (danno alla luce piccoli vivi), ma ci sono anche specie ovipare (depongono uova).

## Tassonomia
Le 321 specie di Viperidi sono classificate in 3 sottofamiglie:
- Sottofamiglia Azemiopinae Liem, Marx & Rabb, 1971
  - Azemiops Boulenger, 1888
- Sottofamiglia Viperinae Oppel, 1811
  - Atheris Cope, 1862
  - Bitis Gray, 1842
  - Causus Wagler, 1830
  - Cerastes Laurenti, 1768
  - Daboia Gray, 1842
  - Echis Merrem, 1820
  - Eristicophis Alcock, 1896
  - Macrovipera Reuss, 1927
  - Montatheris Broadley, 1996
  - Montivipera Nilson, Tuniyev, Andrén, Orlov, Joger & Herrmann, 1999
  - Proatheris Broadley, 1996
  - Pseudocerastes Boulenger, 1896
  - Vipera Laurenti, 1768
- Sottofamiglia Crotalinae Oppel, 1811
  - Agkistrodon Palisot de Beauvois, 1799
  - Atropoides Werman, 1992
  - Bothriechis Peters, 1859
  - Bothriopsis Peters, 1861
  - Bothrocophias Gutberlet & Campbell, 2001
  - Bothropoides Fenwick, Gutberlet, Evans & Parkinson, 2009
  - Bothrops Wagler, 1824
  - Calloselasma Cope, 1860
  - Cerrophidion Campbell & Lamar, 1992
  - Crotalus Linnaeus, 1758
  - Deinagkistrodon Gloyd, 1979
  - Garthius Malhotra & Thorpe, 2004
  - Gloydius Hoge & Romano-Hoge, 1981
  - Hypnale Fitzinger, 1843
  - Lachesis Daudin, 1803
  - Mixcoatlus Jadin, Smith & Campbell, 2011
  - Ophryacus Cope, 1887
  - Ovophis Burger, 1981
  - Porthidium Cope, 1871
  - Protobothrops Hoge & Romano-Hoge, 1983
  - Rhinocerophis Garman, 1881
  - Sistrurus Garman, 1883
  - Trimeresurus Lacepede, 1804
  - Tropidolaemus Wagler, 1830

### Viperinae
I Viperini, diffusi in tutta l'Africa, in gran parte dell'Asia ed in Europa, quasi costantemente ovovivipari o deponenti uova già prossime alla schiusa, in Europa sono rappresentati unicamente dal genere Vipera (peraltro presente anche in Africa ed in Asia).
In Italia esistono 5 specie: 
- Aspide (Vipera aspis), specie comune, divisa in varie sottospecie
- Marasso (Vipera berus)
- Vipera dal corno (Vipera ammodytes)
- Vipera dell'Orsini (Vipera ursinii)
- Vipera dei Walser (Vipera walser)

Tra le vipere più grandi e pericolose:
- Daboia russelii, vive in India e nell'isola di Ceylon, Birmania e Thailandia.
- Cerastes cerastes, chiamata anche vipera cornuta delle sabbie.
- Cerastes vipera, si ritrova nei deserti dell'Africa settentrionale e dell'Arabia.
- Bitis arietans o vipera soffiante. Si ritrova a sud del Sahara e nell'Arabia meridionale.
- Macrovipera mauritanica o vipera della Mauritania, diffusa in Nord Africa.

I generi Echis e Bitis si ritrovano sia in Africa che in Asia mentre i Causus ed Atheris sono esclusivi dell'Africa.

### Crotalinae
I Crotalini vivono nell'Asia, ma soprattutto in America. Chiamati anche «serpenti dalle fossette» per una loro caratteristica morfologica (una fossetta sul capo che permette di individuare le fonti di calore)
Inoltre nel genere Crotalus, fra cui Crotalus horridus degli Stati Uniti d'America, Crotalus terrificus diffuso dall'Arizona all'Argentina e il Sistrurus, di dimensioni minori, diffuso in Nordamerica e nell'America centrale e meridionale, ritrova all'estremità il tipico sonaglio. Esso è formato da una fila di circa una decina di involucri cornei (creati con il cambio continuo della pelle attraverso la muta, essendo esso un residuo di tale operazione) il cui movimento oscillante provoca un caratteristico suono, per questo vengono denominati anche «serpenti a sonagli»
Fra le altre specie:
- Lachesis muta, «terrore dei boschi» vive in America e può superare la lunghezza di 3 m
- Bothrops atrox «ferro di lancia»
- Bothrops alternatus chiamato anche Urutu. Vive in Sudamerica.
- Agkistrodon si nutrono di pesci;
- Trimeresurus vive in Asia e conta una ventina di specie.